# Sokna
Sokna est une localité de la commune de Ringerike dans le comté de Buskerud. La localité compte, au 1er janvier 2012, 537 habitants pour une superficie de 0,77 km2. La localité se situe dans la vallée Soknedalen entre les  rivières Sogna et Verkenselva. Sokna est une ancienne station ferroviaire de la Bergensbanen.

## Localité
La localité a sa propre église, Lunder kirke, depuis qu'a eu lieu la peste noire en 1349. La localité a également sa propre école primaire et son collège, Sokna skole, sa propre caserne de pompier, une banque, un café et un garage.
Sokna avait son propre bureau de poste depuis le 1er novembre 1855. Au départ, le bureau s'appelait Lunder poståpneri avant de s'appeler Sokna poståpneri en 1909. Aujourd'hui, c'est la station essence qui tient le rôle de bureau de poste.

## Gare de Sokna
La gare de Sokna avait été mise en service le 1er décembre 1909. Elle faisait partie de la ligne de Bergen. Le 23 mai 1982, la gare change de statut : elle est fermée au trafic passager et n'est plus utilisée que pour le transport de marchandises. La gare est définitivement fermée en 1988.